# Lipotriches hirsutula
Lipotriches hirsutula is een vliesvleugelig insect uit de familie Halictidae. De wetenschappelijke naam van de soort is voor het eerst geldig gepubliceerd in 1947 door Cockerell.